# 氣仙沼港站
氣仙沼港站（日语：／ Kesennumakō eki */?）是位於宮城縣氣仙沼市魚市場前8番25號，日本國有鐵道（國鐵）的氣仙沼線貨物支線貨運車站（終點站）。

## 歷史
氣仙沼站至魚市場的臨港線開通時此站啟用。此站位於魚市場內，車站內主要運送海產。
- 1956年（昭和31年）4月11日 - 國鐵大船渡線貨物支線氣仙沼站至此站之間開通，此站啟用[2]。
- 1957年（昭和32年）2月11日 -  氣仙沼線南氣仙沼站至本吉站之間開通（只有旅客業務）。氣仙沼站至南氣仙沼站之間開始旅客業務。同時，大船渡線貨物支線編入氣仙沼線。南氣仙沼站至此站之間變為氣仙沼線貨物支線 （1.3公里）。支線的起點改為南氣仙沼站[2]。此站由氣仙沼站長管理。
- 1979年（昭和54年）11月1日 - 氣仙沼線貨物支線廢止，此站廢止[2]。

## 車站周邊
魚市場附近在2011年（平成23年）3月11日發生東日本大震災（東北地方太平洋近海地震），地震引發海嘯，而受到較大損害。後來車站附近進行復興工程，進行大規模土地重整項目，因此現時不能尋找廢線遺蹟。
- 氣仙沼魚市場
- 氣仙沼港（日语：気仙沼漁港）
- 宮交巴士（日语：ミヤコーバス）氣仙沼營業所（日语：ミヤコーバス気仙沼営業所）

## 相鄰車站
日本國有鐵道
氣仙沼線（貨物支線）
南氣仙沼－氣仙沼港

## 注腳
1. ↑  ◆ 気仙沼市魚市場の歴史｜地方卸売市場　気仙沼市魚市場 （页面存档备份，存于）（日語） - 氣仙沼市
2. 1 2 3  今尾惠介（監修）.  2 東北. 新潮社. 2008: 33. ISBN 978-4-10-790020-3 （日语）.

## 外部連結
- 臨港線之部屋，存于 - 記述與氣仙沼港線有關的內容